# Túnel de Anzob
El túnel de Anzob (en tayiko: Нақби автомобилгарди «Истиқлол») o El Túnel de la Muerte, como se le conoce localmente, es un túnel de 5040 m situado a 80 km al noroeste de la capital de Tayikistán, Dusambé.

## Descripción
El túnel conecta la capital de Tayikistán a la segunda ciudad más grande del país, Juyand, viaje en el que, antes de la construcción del túnel, los viajeros requerían cruzar la frontera hacia Uzbekistán con el fin de viajar entre las dos ciudades. También es una ruta de tránsito entre Dusambé y la capital de Uzbekistán, Taskent. Antes de la construcción del túnel, sobre todo durante el invierno, la amenaza de aludes todo el año dio lugar a interrupciones periódicas de comercio. 
El túnel de Anzob fue creado como un símbolo de la fraternidad entre los pueblos de Irán y Tayikistán, que comparten una historia común, el lenguaje y la cultura.